# Counter-Strike: Condition Zero
Counter-Strike: Condition Zero — шутер від першої особи, розроблений компаніями Turtle Rock Studios, Gearbox Software, Rogue Entertainment і Ritual Entertainment за ліцензією Valve і випущений Vivendi Universal Games у 2004 році; поширенням гри займається сама компанія Valve, якій належить марка «Counter-Strike». Гра доступна як у коробковому варіанті, так і за допомогою цифрової дистрибуції через сервіс Steam.
Загальна кількість розділів у грі — 19 (19 карт). 12 основних (для звичайного проходження), 7 додаткових (для продовження не впливає на ігровий процес).
У комплекті поставляється також інша гра — Condition Zero: Deleted Scenes.

## Ігровий процес
Гра виконана в жанрі тривимірного шутера з виглядом від першої особи. Керування ведеться за допомогою клавіатури та миші.
Гравець, керуючи персонажем, повинен вбивати суперників, які можуть бути як реальними гравцями (в мережевому режимі), так і ботами, працюючи в команді (відповідно, члени команди також можуть бути реальними гравцями або управлятися штучним інтелектом).
Ігровий процес подібний до такого в Counter-Strike. Була розроблена нова система штучного інтелекту (так, союзники гравця повідомляють йому про свої дії, а комп'ютер керує ними з урахуванням особливостей карти; заручники стали складніше реагувати на різні дії та виражати емоції). Додано автоприцілювання (опціонально), з'явилося нове меню купівлі зброї (але є можливість увімкнення старого в налаштуваннях).

### Режими гри

#### Однокористувацька гра
Режим, розрахований на одиночну гру, представлений як «кар'єра» — обравши загін спецназу, гравцю необхідно (він виступає ролі командира загону) формувати команду, вибираючи членів команди із запропонованих розробниками.
У кожного персонажа різні параметри, особливості та вміння, навик володіння зброєю, різні показники сміливості. Союзники ведуть активні радіопереговори, доповідаючи про місцезнаходження, побачених терористів, заручників і бомбу, про власні наміри та результати (результат роботи нового штучного інтелекту, створеного для Condition Zero).
Доступний на чотирьох рівнях складності; після проходження кожного, гравцеві видається медаль. На першому та другому рівні, на відміну від третього та четвертого, гравець не може завдати шкоди товаришам по команді.
На кожному рівні складності, гравцеві необхідно пройти вісімнадцять етапів — кожен етап являє собою карту (локацію), на якій ведеться бій.
Після проходження кожних трьох епізодів відкривається доступ до трьох наступних. Для виграшу етапу гравець повинен виконати всі завдання (наприклад, «знешкодити бомбу», «врятувати заручників», «вбити кількох ворогів будь-якою зброєю», «вбити кількох ворогів конкретною зброєю») та випередити команду терорист за кількістю виграних раундів на 2 чи більше.

#### Багатокористувацька гра
Режим, розрахований на багато користувачів, подібний до першої гри. Дозволяє гравцям, які вибрали собі команду (контр-терористи або терористи) поборотися на одній із карт, що доступні в грі.

### Карти
Для Counter-Strike: Condition Zero були розроблені нові карти (локації, де ведуться битви). Включено також покращені версії старих карт та оригінальні версії деяких старих карт (з Counter-Strike). У покращених версіях карт деякі об'єкти розміщені інакше, а текстури довкілля детальніші (див. нижче).
У мережному режимі використовуються самі карти, що у режимі кар'єри.

### Угруповання
В однокористувацькому режимі гравець може грати лише за підрозділу спеціального призначення, у той час як у мережевій (розрахованої на багато користувачів) грі він також може керувати одним з членів терористичних загонів.
Терористи
- Підрозділ Фенікс (англ. Phoenix Connexion) (Східна Європа)
- Елітний підрозділ (англ. Elite Crew) (Близький Схід)
- Арктичні месники (англ. Arctic Avengers) (Швеція)
- Повстанці (англ. Guerrilla Warfare) (Середній Схід)
- Ополчення середнього заходу (англ. Midwest Militia) (США)

Спецназ
- SEAL Team 6 (США)
- GSG 9 (Німеччина)
- SAS (Велика Британія)
- GIGN (Франція)
- Спецпідрозділ «Альфа» (англ. Spetsnaz) (Росія)

### Радіоповідомлення
Гравці (як і боти) можуть давати знати про свої дії за допомогою різних радіоповідомлень (вони викликаються натисканням на кнопку, що відповідає кожному повідомленню, після відкриття спеціального меню).

### Зброя
Гра містить види зброї, аналогічні до оригінальної Counter-Strike, а також кілька нових. Для всього арсеналу гравця надано 5 слотів: перший — для первинної зброї (тобто, для дробовиків, пістолетів-кулеметів, гвинтівок і кулемету); другий — для пістолета (вторинної зброї); третій — для ножа; четвертий — для гранат (єдиний слот, який може вміщати кілька видів зброї); п'ятий — для бомби (її можуть носити лише терористи на картах типу Bomb/Defuse).

## Історія розробки
Розробка була розпочата в 2000 році компанією Rogue Entertainment (раніше розробила American McGee's Alice (2000), закрита в 2001 році), під контролем Valve — власника марки та серії ігор Counter-Strike.
Condition Zero спочатку замислювалася як нова частина популярного шутера Counter-Strike, що походить з аматорської модифікації для гри Valve — Half-Life (1998); автори модифікації були запрошені в Valve, а сама модифікація Counter-Strike (остання версія — 1.6) видана як самостійна комерційна гра в 2000 року.
Condition Zero була представлена на E3 у травні 2001 року. Того ж року відбулося закриття Rogue.
Valve було вирішено передати гру Gearbox Software — компанії, яка раніше вже випустила спільно з Valve кілька нових окремих частин Half-Life (Half-Life: Opposing Force 1999 року і Half-Life: Blue Shift 2001 року), а також брала участь у підготовці комерційного варіанту оригінальної CS та інших спільних проекти. Valve була сфокусована на роботі над Team Fortress 2 і новим рушієм.
Гра була повністю перероблена Gearbox Software. Були додані деякі покращення в рушій, такі як підтримка альфа-канала для текстур (що допомогло зробити більш реалістичне листя дерев, напівпрозорі шоломи спецназу і т. п.), а також детальних текстур (англ. detail textures); завдання цієї функції в тому, щоб компенсувати невисокий дозвіл вихідної текстури, накладаючи поверх неї текстуру з деталями, «шорсткістю» об'єкта.
Крім того, було створено однокористувацький режим і додано нові види зброї.
Вихід кілька разів відкладався; після пропуску дедлайну — крайнього терміну (2002 рік), розробка була передана компанії Ritual Entertainment. Ними ж гра була, у свою чергу, повністю перероблена: були створені 20 незв'язаних один з одним сюжетних місій, в яких грати на різних локаціях спецназівцями різних країн, борючись з тероризмом. Мережевий режим мав стати додатковим режимом, він розроблявся паралельно з окремою версією Counter-Strike для Xbox (вийшла в 2004 року).
Очікувалося, що випуск відбудеться в 2003 році, однак попередні відгуки тестерів показали результати, що не задовольнили Valve, і було вирішено знову передати розробку іншої компанії — Turtle Rock Studios.
Співробітниками цієї компанії було повернуто версію Gearbox Software та продовжено роботу над нею. Був написаний новий штучний інтелект для напарників і ворогів.
Протягом усього виробництва вихід час від часу переносився: гра могла вийти в 2002 році, а також у 2003 році (точні дати змінювалися кілька разів) і, нарешті, у різні числа 2004 року, крім того, на випуск гри могла вплинути судова суперечка між Valve та Vivendi, в якому Valve відстоювала свої права на серію ігор.
Крім цього, рання, незавершена версія Condition Zero вибігла в Мережу разом з Half-Life 2 після інциденту зі зломом комп'ютерів Valve, який трапився в 2003 і продавалася «піратами» на дисках як повна версія.
Зрештою, всі роботи над грою були завершені. Доопрацьована «сюжетна» версія від Ritual була випущена як окрема гра в комплекті з основною і отримала підзаголовок Deleted Scenes.
Вихід Condition Zero відбувся 23 березня 2004.
Того ж року (7 жовтня) відбувся вихід іншої нової частини, Counter-Strike: Source (заснованої на сучасному рушієві Source), а також Half-Life 2. У червні-липні того ж року для гри вийшло кілька оновлень у Steam, які додали кілька нових рівнів у Deleted Scenes.
У 2005 році випущена у складі офіційної збірки Counter-Strike 1 Anthology (англ. «Антологія Counter-Strike 1»), поряд зі збіркою Half-Life 1 Anthology, який включає також оригінальну Counter-Strike.
Пізніше Valve випускала невеликі оновлення за допомогою Steam, виправляючи дрібні недоліки. У 2013 Condition Zero перевели на нову систему зберігання файлів, яку Valve почала застосовувати у своїх іграх — SteamPipe.
У тому ж році відбувся (переданий відкритими бета-тестами) вихід версії для macOS і Linux (SteamOS) у рамках роботи компанії з перенесення всіх своїх ігор на дані системи.
Останнє оновлення випущено в серпні 2020 року і виправляє ряд невеликих багів.

## Ігровий рушій
Counter-Strike: Condition Zero використовує допрацьований ігровий рушій GoldSrc, вперше задіяний у грі Half-Life 1998 року; на його ж основі працює і оригінальна Counter-Strike. GoldSrc є значно переробленим рушієм Quake engine.
Основні зміни, внесені в код рушія, дозволили створити розумніший штучний інтелект супротивників і союзників, поліпшену систему лицьової анімації і реалізувати підтримку альфа-змішування. Остання можливість дозволяє створювати напівпрозорі текстури — з їх допомогою, наприклад, можна зобразити скло на балістичних щитах або протигазах.
Також була покращена система частинок і введена підтримка детальних текстур (так зване MIP-текстурування) — завдяки цій технології текстури, які використовуються при далеких планах, при наближенні до них віртуальної камери, плавно підміняються на якісніші аналоги. Також було збільшено середню кількість полігонів на одну тривимірну модель.

## Condition Zero: Deleted Scenes
Condition Zero: Deleted Scenes (англ. Видалені епізоди) — окрема гра, яка поставляється разом з основною Condition Zero.
Deleted Scenes могла бути остаточним варіантом Condition Zero і була розроблена Ritual Entertainment.
У зв'язку з тим, що технологія переходила від однієї компанії до іншої, від напрацювань Ritual (згідно з деякими даними, які отримували незадовільні відгуки тестерів) зрештою відмовилися. Ritual розробляла свій варіант більш як сюжетний однокористувацький шутер, у той час як однокористувацький режим у релізній версії Condition Zero представлений вже у вигляді кампанії, яка, по суті, є аналогом розрахованого на багато користувачів режиму і служить для тренування перед нею. Зрештою, варіант, розроблений Ritual, був завершений і випущений, технічно у вигляді окремої гри на рушієві GoldSrc, в комплекті з остаточною Condition Zero. Вона також доступна для завантаження в Steam, якщо придбана Condition Zero.
У Deleted Scenes представлена тільки однокористувацька «сюжетна» гра. Гравцю необхідно виконувати роль бійця контртерористичної організації. У різних розділах йому потрібно відвідати США, Північну Африку, Колумбію, Росію, Європу, Японію, Близький Схід. Рівні виконані, як правило, у вигляді відкритих карт, проте переміщення по них лінійне. Існує безліч скриптових сценок, що слугують для кінематографічності.
Загалом у грі 18 сюжетних рівнів. Для кожного епізоду написано свою музичну тему, композитором виступив Зак Бєліка (англ. Zak Belica), який написав музику для всіх ігор Ritual.